# Vizzini

Comuna de Vizzini na província de Catania

Vizzini é uma comuna italiana da região da Sicília, província de Catania, com cerca de 7.070 habitantes. Estende-se por uma área de 125 km², tendo uma densidade populacional de 57 hab/km². Faz fronteira com Buccheri (SR), Francofonte (SR), Giarratana (RG), Licodia Eubea, Militello in Val di Catania, Mineo.

## Demografia
| Variação demográfica do município entre 1861 e 2011                               |
|                                                                                   |
| Fonte: Istituto Nazionale di Statistica (ISTAT) - Elaboração gráfica da Wikipedia |